# Bonifaciu din Tars
Bonifaciu din Tars (n. secolul al III-lea d.Hr., Roma, Imperiul Roman – d. 14 mai 290 d.Hr., Tarsos, Turcia) a fost un martir creștin din secolul al IV-lea, venerat ca sfânt.

## Lăcașuri de cult
Sfântul Bonifaciu a fost înmormântat pe colina Aventin din Roma. Papa Benedict al VII-lea a acordat în anul 972 biserica respectivă ca loc de refugiu mitropolitului grec Sergiu al Damascului. Lăcașul a devenit în scurt timp renumit pentru obștea călugărească latină și greacă de acolo, loc căutat de popor, care a primit ca al doilea sfânt patron pe Sfântul Alexie, alături de Sfântul Bonifaciu. Biserica se numește până în prezent Santi Bonifacio e Alessio⁠(en)[traduceți].

## Sărbători
- calendarul latin: 14 mai
- calendarul bizantin: 19 decembrie